# SATURDAY SONIC
『SATURDAY SONIC』（サタデー・ソニック）は、2010年4月3日から2015年3月28日までJ-WAVEで放送されていたラジオ番組。
週末の行楽情報と最新の洋楽情報を取り上げていた土曜午後のワイド番組で、毎週土曜 15:00 - 17:00（日本標準時）に放送。

## ナビゲーター
- 大塚善奈（2010年4月3日[3] - 2013年9月28日[4]） - 産休に入るのに伴い番組を卒業[5]。
- 中島ヒロト（2013年10月5日[6] - 2015年3月28日[7]）

## コーナー

### 番組終了時のコーナー
carrozzeria J's CONNECTION
J-POPアーティストをゲストに招くコーナー。ゲストにおすすめのドライビングスポットを紹介し、それをパイオニア・カロッツェリアのカーナビで案内。また、おすすめ曲をリクエストしてもらう。
PARADISE FIELD
三菱地所レジデンスの提供で放送。
SCENE MAKE MUSIC
下記の「WORLD SONIC」に替わって2013年4月6日から実施。

### 途中で終了したコーナー
WORLD SONIC
洋楽情報を紹介するコーナー。2013年3月30日まで実施。
2012年5月から7月まではシボレーがスポンサーに付き、コーナータイトルも「CHEVROLET WORLD SONIC」に変更されていた。その間はそれまでの洋楽情報に加え、ナビゲーターの大塚自らがシボレー車に乗って各地をレポートする「シボレー・ドライビング・レポート」も放送していた。